# Dmytro Shcherbak
Dmytro Ihorovych Shcherbak (tiếng Ukraina: Дмитро Ігорович Щербак; sinh ngày 8 tháng 12 năm 1996) là một cầu thủ bóng đá Ukraina. Anh thi đấu cho FC Olimpiyets Nizhny Novgorod.

## Sự nghiệp câu lạc bộ
Anh ra mắt tại Giải bóng đá ngoại hạng Nga cho F.K. Anzhi Makhachkala vào ngày 5 tháng 12 năm 2016 trong trận đấu với F.K. Arsenal Tula.